# نيلز بروك
نيلز بروك (بالدنماركية: Niels Brock)‏ هو تاجر دنماركي، ولد في 19 مارس 1731 في راندرس في الدنمارك، وتوفي في 4 أكتوبر 1802 في كوبنهاغن في الدنمارك.